# Thomas Schmidt (Politiker, 1950)
Thomas Schmidt (* 12. Februar 1950 in Hohen Neuendorf) ist ein deutscher Zahnarzt und war Politiker der Deutschen Sozialen Union.

## Leben und Beruf
Nach dem Schulbesuch und einer Ausbildung als Gartenbauer studierte Schmidt von 1970 bis 1975 Zahnmedizin an der Humboldt-Universität Berlin. Er legte 1975 das Staatsexamen und 1980 die Facharztprüfung für Stomatologie ab. Von 1975 bis 1981 war er stellvertretender Leiter der Stomatologischen Poliklinik Oranienburg und seit 1981 war er als Zahnarzt in eigener Praxis in Hohen Neuendorf tätig. Nach seiner Abgeordnetentätigkeit führte er nach 1990 die Zahnarztpraxis fort. 2008 wurde er stellvertretender Vorsitzender des Vorstandes der Kassenzahnärztlichen Vereinigung Brandenburg.

## Politik
Schmidt trat im Januar 1990 in die DSU ein und wurde ihr Landesvorsitzender in Brandenburg. Er wurde im März 1990 im Wahlkreis Potsdam in die Volkskammer gewählt. Von Mai bis Oktober 1990 war er Parlamentarischer Staatssekretär im Ministerium für Gesundheitswesen. Im Oktober 1990 gehörte er zu den 144 Abgeordneten, die von der Volkskammer in den Bundestag entsandt wurden. Dem Bundestag gehörte er bis zum Ende der Wahlperiode im Dezember 1990 an und war dort Gast der CDU/CSU-Fraktion.